# Filet Wellington

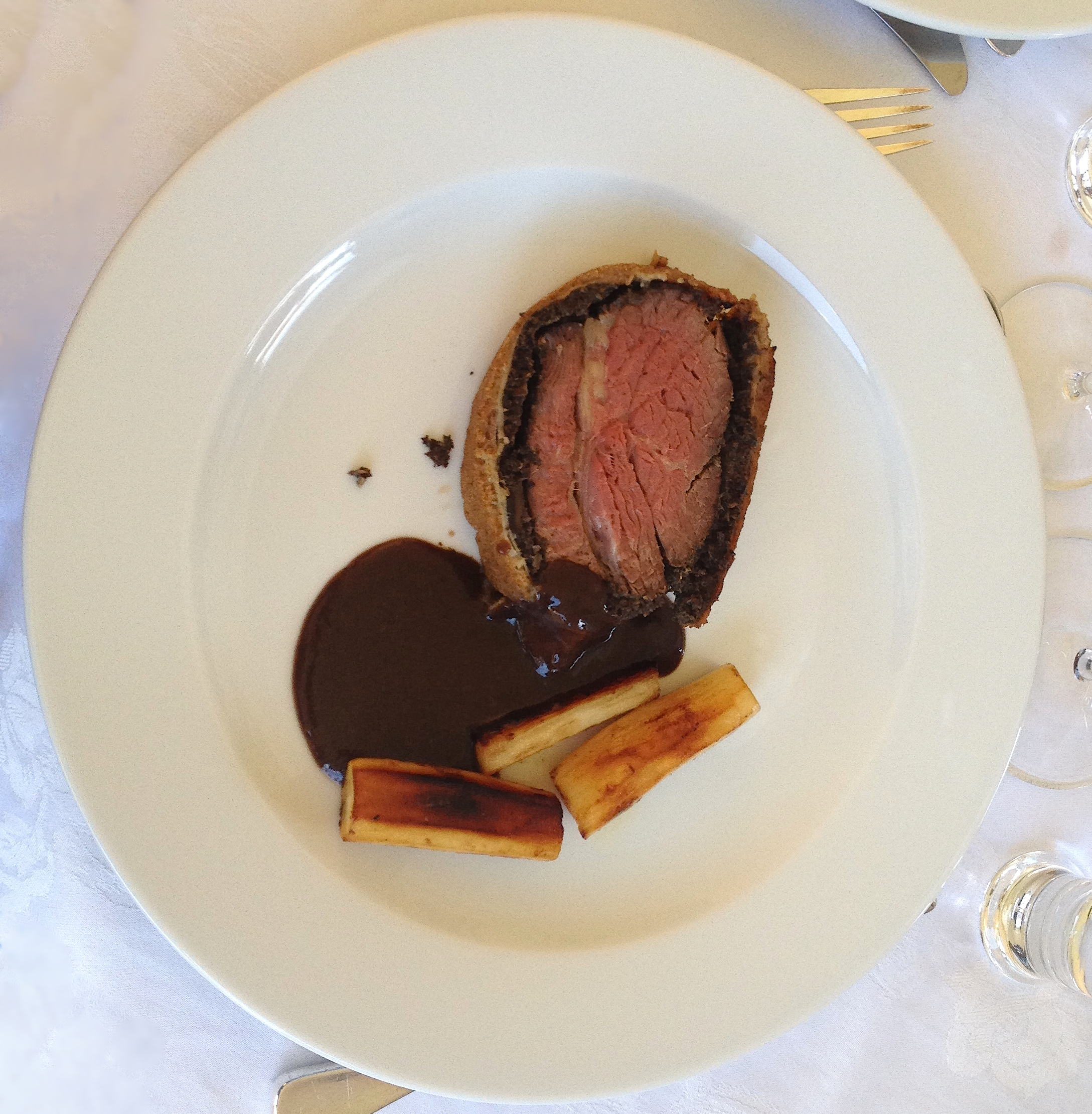
Filet Wellington mit Sauce und geschmorten Schwarzwurzeln

Das Filet Wellington (auch Beef Wellington genannt) ist ein Fleischgericht, das bereits um 1900 in mehreren deutschsprachigen Kochbüchern enthalten war. Es ist eine Abwandlung des älteren französischen Gerichts Filet de boeuf en croûte. Beim Filet Wellington handelt es sich um ein Rinderfilet mit einer Ummantelung aus Duxelles (einem Püree aus gehackten Champignons, teils auch mit Gänseleberpastete) im Blätterteigmantel. Klassisch wurde es mit einer Demiglace und u. a. geschmorten Schwarzwurzeln serviert; heute sind unterschiedliche Beilagen sowie meist eine Madeira- oder Trüffelsauce anzutreffen.

## Namensgebung
Der Name Filet Wellington soll auf Arthur Wellesley, 1. Duke of Wellington zurückgehen. Der Legende nach wurde ihm nach der Schlacht bei Vitoria ein in Teig eingebackenes Filet serviert, was in der Folge zu seiner Leibspeise wurde. Zu dieser Zeit war es üblich, dass man nach einer Schlacht gefallene Armeepferde aß, sodass es sich wohl um ein Pferdefilet gehandelt haben dürfte. Verbürgt ist dies nicht. Tatsächlich war Fleisch im Teigmantel, wie etwa Empanada, zur Zeit der Koalitionskriege im Baskenland jedoch verbreitet, und diese Zubereitungsart passt sehr gut zu dem mageren Pferdefleisch. Andere vermuten, der Name komme daher, dass das Fleisch der Farbe von Wellingtons Reitstiefeln ähnelte.